# Auchmis detersina
Auchmis detersina là một loài bướm đêm trong họ Noctuidae.